# シュテファン・ヴィリッヒ
シュテファン・ヴィリッヒ（Stefan N. Willich, 1959年 - ）は、ドイツの医学者、指揮者、著作者、大学教師である。シュテファン・ヴィリッチ、ステファン・ヴィリッチとも表記される。

## 略歴
ヴィリッヒはベルリン自由大学、ルートヴィヒ・マクシミリアン大学ミュンヘン、そしてニューヨーク大学で医学を学んだ。1985年に博士号を取得し、1990年にはハーバード大学で公衆衛生学の修士号を、1995年にフランスのINSEAD（インシアード）で経営学修士号を取得した。1993年に彼は内科領域で大学教授の資格を得た。
1993年から1995年までヴィリッヒは、グライフスヴァルト大学で疫学の客員教授を、ハーバード大学でも客員教授を務めた。1995年に教授となり、ベルリンのシャリテー医学大学の社会医学、疫学、健康経済学研究所の所長に任命された。2006年から2012年まで、健康と人間科学のためのシャリテーセンター1を率いていた。彼は欧州心臓病学会と米国心臓病学会のフェローであり、そして多くの専門学会のメンバーである。彼の研究テーマは、循環器系疾患、予防医学、医療経済学、統合医療である。
ヴィリッヒは6歳の時からヴァイオリンのレッスンを受けた。高校卒業後2年間、彼はシュトゥットガルト音楽演劇大学とベルリンでヴァイオリン、室内楽、指揮を学んだ。そのほかミュンヘンでセルジュ・チェリビダッケ、ボストンのタングルウッドでレオン・フライシャー、パリでレオン・バージンのワークショップに参加した。現在彼は指揮者として活躍している。2008年に彼はワールド・ドクターズ・オーケストラを設立した。2012年から2014年まで彼はハンス・アイスラー音楽大学ベルリンの学長を務めた。

## 新型コロナウイルスの流行
ドイツでの新型コロナウイルス感染症（COVID-19）の流行下において、ヴィリッヒは「国全体を国内検疫に回す理由はない」と述べた。
また2020年5月7日にヴィリッヒを筆頭とする医師たちとベルリン・フィルハーモニー管弦楽団を始めとするドイツの7つのオーケストラの理事会は、共同で「新型コロナウイルス感染症流行時のオーケストラ演奏に関する声明」を発表した。それはオーケストラの演奏と楽団員の安全に関するもので、手洗いや消毒などについての一般的な防護措置に続き、オーケストラの楽器の配置と奏者間の位置に関する推奨事項がまとめられている。バイエルン放送のインターネットサイトであるBR Klassikには、2020年5月11日にこの声明とミュンヘン連邦軍大学の研究の二つを紹介した記事が掲載された。記事ではいずれの研究も管楽器奏者の感染リスクは想定ほど高くはない、としている。